# Loučka (okres Olomouc)
Loučka (hanácky Lóčka) je obec v okrese Olomouc v Olomouckém kraji. Žije zde 211 obyvatel. 

## Historie
První písemná zmínka o obci pochází z roku 1300. Loučka má obecní znak, který je znám z dochované pečeti z roku 1672.

## Přírodní poměry
Loučka se nachází na okraji Bouzovské vrchoviny, od severovýchodu a východu schovaná za vrchem Rampachem (418 metrů) a jižnějšími Vršky (401 metrů).

## Obyvatelstvo
Vývoj počtu obyvatel za celou obec i za jeho jednotlivé části uvádí tabulka níže, ve které se zobrazuje i příslušnost jednotlivých částí k obci či následné odtržení.
| Místní části   | Místní části | 1869 | 1880 | 1890 | 1900 | 1910 | 1921 | 1930 | 1950 | 1961 | 1970 | 1980 | 1991 | 2001 | 2011 | 2021 |
| -------------- | ------------ | ---- | ---- | ---- | ---- | ---- | ---- | ---- | ---- | ---- | ---- | ---- | ---- | ---- | ---- | ---- |
| Počet obyvatel | část Loučka  | 428  | 439  | 435  | 466  | 496  | 488  | 464  | 364  | 350  | 331  | 271  | 227  | 219  | 184  | 196  |
| Počet domů     | část Loučka  | 62   | 70   | 73   | 76   | 78   | 81   | 87   | 98   | 91   | 90   | 83   | 91   | 92   | 94   | 95   |

## Obecní správa
Mezi lety 1850–1960 Loučka byla obcí v okrese Litovel. V letech 1960–1979 patřila jako část obce k Bílsku v okrese Olomouc. Od 1. ledna 1980 do 23. listopadu 1990 patřila jako část obce k Cholině a od 24. listopadu 1990 je opět samostatnou obcí.

### Obecní symboly
Znak a vlajka byly obci uděleny rozhodnutím předsedy Poslanecké sněmovny Parlamentu České republiky dne 5. října 2004.